# Martin Klaus (Schauspieler)
Martin Nathanael Michael Klaus (* 1982 in Hochwald) ist ein Schweizer Schauspieler.

## Leben
Martin Klaus besuchte von 2001 bis 2005 die Freiburger Schauspielschule im E-Werk. Nach Anfängen in der freien Theaterszene kam er 2008 zur SRF-Hauptabendserie Tag und Nacht. 2009 gehörte er zum Ensemble des SRF Schweizer Films Frühling im Herbst (Regie: Petra Volpe), der den Preis für den besten deutschsprachigen Fernsehfilm am Fernsehfilmfestival Baden-Baden gewann. Von 2011 bis 2013 gehörte er als Computerspezialist Marcel Küng zum Ensemble des Schweizer Tatort-Teams Flückiger und Ritschard.

## Filmografie
- 2007: Helden aus der Nachbarschaft (Kinofilm)
- 2008: Tag und Nacht (Fernsehserie)
- 2009: Frühling im Herbst (Fernsehfilm)
- 2009: Der letzte Weynfeldt (Fernsehfilm)
- 2011: Tatort – Wunschdenken
- 2012: Tatort – Skalpell
- 2012: Tatort – Hanglage mit Aussicht
- 2013: Tatort – Schmutziger Donnerstag
- 2013: Tatort – Geburtstagskind
- 2014: Akte Grüninger
- 2015: In aller Freundschaft – Die jungen Ärzte (Fernsehserie, Folge Auf Herz und Nieren)
- 2019: Der Bestatter (Fernsehserie, Folge Blutsbande)
- 2021: Wilder (Fernsehserie, Staffel 3)